# 508
Cette page concerne l'année 508  du calendrier julien. Pour l'année 508 av. J.-C., voir 508 av. J.-C. Pour le nombre 508, voir 508 (nombre).
L'année 508 est une année bissextile qui commence un mardi.

## Événements
- Printemps : 
  - Clovis entre dans Toulouse où il s'empare du trésor des Wisigoths. Les Francs achèvent la conquête de l'Aquitaine, mais échouent au siège de Carcassonne[1]. Clovis remonte sur Angoulême qui restait à prendre[2], tandis que son fils Thierry fait la conquête du Rouergue, de l'Albigeois, de l'Auvergne et de tout le pays jusqu'à la frontière avec les Burgondes[3].
  - Prise de Narbonne par les Francs et les Burgondes de Gondebaud. Le roi wisigoth Geisalic fuit à Barcelone. Les Wisigoths sont repoussés vers l'Espagne[4].

- 24 juin : début d'une campagne des Ostrogoths sous Théodoric le Grand en direction de la Gaule méridionale (fin en 511) pour soutenir les Wisigoths alors assiégés par les Francs et les Burgondes dans la cité d'Arles[5]. Début de la présence ostrogothe en Provence (fin en 536).
- Noël : Probable baptême de Clovis, faisant du catholicisme romain la religion officielle du Royaume des Francs (d'après certains auteurs[6]).

- À Tours, Clovis, roi des Francs, reçoit le titre de consul et la reconnaissance officielle de l'empereur byzantin Anastase pour diriger la Gaule. Il rentre à Paris où il établit sa capitale[7].
- L'empereur Anastase envoie une flotte en Italie qui ravage la côte des Pouilles jusqu'à Tarente[8].
- En Maurétanie, le chef berbère romanisé Masuna se proclame sur une inscription en latin découverte à Altava roi des tribus maures et des Romains entre la Moulouya et le Chelif[9].
- Révolte des Tölech (lac Balkhach) contre les Avars (508 et 521)[10].
- Des bandes sabires (un peuple caucasien) attaquent l'Arménie, sous domination sassanide[11].

## Naissances en 508
Pas de naissance connue.

## Décès en 508
- 24 juillet: Chak Tok Ich'aak II, roi de la cité Maya de Tikal[12].